# Scenopinus ascensus
Scenopinus ascensus är en tvåvingeart som beskrevs av Kelsey 1987. Scenopinus ascensus ingår i släktet Scenopinus och familjen fönsterflugor. Inga underarter finns listade i Catalogue of Life.